# 노동협동당
노동협동당(勞動協同組合黨, 영어: Labour Co-operative, 웨일스어: Llafur a'r Blaid Gydweithredol)은 영국에서 선거가 치러질 때마다 노동당과 협동당이 공통 후보를 내며 그 소속당을 기재할 때 사용하는, 영국 선거위원회에 등록된 명칭이다.
노동-협동조합 소속 후보들은 양당 간의 선거연대를 통해 선거에 출마한다. 노동당과 협동당의 선거연대 협약은 1927년에 처음 제정되었으며, 두 당의 독립성을 인정하고 서로가 서로에게 상대후보로서 출마하지 않기로 약속하고 있다. 또한 양당이 지역 차원과 전국 차원에서 교류하고 단일 후보를 공천하는 절차도 제시하고 있다.
가장 최근 선거인 2017년 영국 총선에서는 노동-협동조합 소속 후보 중 38명이 당선되었으며, 이들을 별개 정치 집단으로 따질 경우 원내에서 세번째로 큰 정당이 된다. 다만 실제로는 노동당의 의석수에 합하여 집계하는 것이 보통이다. 현재 노동-협동조합의 공동 교섭단체장은 게이븐 슈커, 부의장은 애나 털리가 맡고 있다.

## 상세
'노동협동당'은 영국 선거위원회에 공통으로 등록된 명칭이며, 투표용지에도 후보자명 옆에 그대로 표기된다. 후보자가 당선되면 그 후보의 소속당은 공식적으로 '노동협동당'이 되며, 당선된 의원들은 노동당의 공식 일원이 될 뿐만 아니라 자기들끼리 모임을 종종 갖게 된다. 예를 들어서 국회의원과 상원의원은 '협동당 원내모임'의 일원이 되는 것이다.
노동협동당 후보는 웬만해서는 그 소속명을 그대로 사용하지만, 전국지방선거나 스코틀랜드, 웨일스, 런던 선거에 출마하는 후보들의 경우에는 이야기가 좀 다르다. 여기서는 비례대표제를 채택하고 있는데 정당명을 오직 하나만 기입할 수 있으므로, 유권자들 입장에선 노동협동당이 노동당과는 다른 당이자 경쟁당으로 오해할 수 있으므로 기피하는 편이다. 다만 이들이 노동당이란 이름을 달고 당선된다 하더라도 노동협동당 소속으로 활동하게 되는 것은 마찬가지다.
노동협동당의 후보와 의원은 홍보전단물과 웹사이트에도 공통 로고를 사용하고 있다.

## 역사
노동당은 1900년 2월에 창당되었고, 협동당은 1917년 10월에 창당됐다. 처음에는 두 정당 모두 별개로 운영되었지만, 지지를 호소해야 할 유권자 계층은 비슷했기 때문에 서로를 먼 동지로 인식하기 시작했다. 특히 지방선거에서는 중도좌파 표심을 극대화하기 위해 후보 단일화를 위한 비공식 협정을 맺는 등 양당이 협력하기 시작하였다. 협동당 소속으로서 원내에 처음 입성한 의원들도 소속당보다 훨씬 더 큰 노동당의 원내총무직을 겸하기도 하였다.
1925년에는 '협동당-노동당 상임위 합동위원회'가 설립됨으로써 공식적인 전국적 협력관계로 나아가기 위한 첫걸음이 되었다. 출범 후 약 2년간 합동위원회는 양당 간 공식 협약의 초안을 마련하였으며, 1927년 6월 첼트넘에서 열린 협동당 총의회에서 비준됨으로써 최초의 '전국 협약'이 되었다. 이 협약은 '첼트넘 협약'이라고도 부른다.
첼트넘 협약은 그후로도 여러 번에 걸쳐 조금씩 수정되면서, 양당간의 협력을 강화하고 선거 단일후보 규모 제한 등의 규제조항들을 점차 줄여 나갔다. 가장 최근에 개정된 것은 지난 2003년으로, 단일후보 공천 과정은 물론 양당이 지역적·전국적으로 함께 어떻게 협력해 나가야 할지에 대해서 규정하고 있다.

## 같이 보기
- 노동당 (영국)
- 협동당